# Hagedorn (Halver)
Hagedorn ist ein Ortsteil von Halver im Märkischen Kreis im Regierungsbezirk Arnsberg in Nordrhein-Westfalen (Deutschland).

## Lage und Beschreibung
Hagedorn liegt auf 389 Meter über Normalnull südlich des Halveraner Hauptortes oberhalb der Ennepe. Der Ort ist über die Kreisstraße 37 erreichbar, die den Hauptort mit Anschlag verbindet. Weitere Nachbarorte sind das nahe Hulvershorn, Kreuzweg, Niederbolsenbach, Hefendehl, Im Sumpf, Ehberg und Lausberge. Nordwestlich steigt das Gelände zu einer 408 Meter über Normalnull hohen Erhebung an.

## Geschichte
Hagedorn wurde erstmals 1842 urkundlich erwähnt, auf der preußischen Uraufnahme von 1840 bis 1844 ist der Ort noch nicht verzeichnet. Hagedorn ist vermutlich ein Abspliss von Hulvershorn.